# Autodromo di Magione
Az Autodromo di Magione egy olaszországi autó- illetve motorverseny-pálya a Magione városa mellett.
A versenypálya 2507 méter hosszú, valamint 11 méter széles. A körök az óra járásával megegyezően futnak, a bokszutcában pedig 18 box helyezkedik el.
Ezzel a pályával szorosan összefügg egy haláleset, egy 1998-as Formula–Junior versenyen Sandro Corsini vesztette itt életét.

## Külső hivatkozások
- Hivatalos honlap